# Tarcento
Tarcento é uma comuna italiana da região do Friuli-Venezia Giulia, província de Udine, com cerca de 8.727 habitantes. Estende-se por uma área de 35 km², tendo uma densidade populacional de 249 hab/km². Faz fronteira com Cassacco, Lusevera, Magnano in Riviera, Montenars, Nimis, Reana del Rojale, Tricesimo.

## Demografia
| Variação demográfica do município entre 1861 e 2011                               |
|                                                                                   |
| Fonte: Istituto Nazionale di Statistica (ISTAT) - Elaboração gráfica da Wikipedia |